# Fondation Follereau Luxembourg
La Fondation Follereau Luxembourg est une ONG-D luxembourgeoise engagée pour la promotion de « la qualité de vie des communautés africaines vulnérables » . 

## Histoire
Créée le 7 décembre 1966  au Luxembourg, elle véhicule les valeurs de Raoul Follereau depuis lors. En 1984, elle est reconnue comme un établissement d’utilité publique . À ses débuts, la fondation s'engageait contre l'exclusion engendrée par la maladie de la lèpre. En 1981, l’application d’une nouvelle thérapie permettant de guérir la lèpre  a été suivie d’une forte régression de la maladie. Aujourd'hui, la fondation contribue à « la promotion des droits de l’Homme et au respect de la dignité humaine en matière de santé, d’éducation, et de protection »  . Depuis bientôt 60 ans ,  son objectif réside dans le soutien « d'initiatives locales, inclusives et positives en réponse aux besoins du terrain » . Dans l'espoir de promouvoir « la qualité de vie des communautés africaines les plus vulnérables », elle s'assure que « les projets existent pour et par la communauté, afin d’en garantir l’impact et la pérennité » . 

## Pays d’intervention[9]
La Fondation Follereau œuvre en collaboration avec ses partenaires locaux dans 8 pays d’Afrique : le Bénin, le Burkina Faso, la Côte d'Ivoire, la Guinée, le Mali, la République centrafricaine, la République démocratique du Congo et le Togo.

## Missions[10]
- Construction et équipement d’établissements médicaux.
- Réalisation d’infrastructures hydriques et d’assainissement.
- Prévention des maladies tropicales négligées [11].
- Promotion des droits de la femme et du couple mère-enfant [12].
- Réinsertion des jeunes déscolarisés dans un milieu socio-professionnel.
- Lutte contre le trafic d’enfants [13].
- Prise en charge des enfants de la rue [14].
- Lutte contre les mutilations génitales féminines [15].